# Penelope Hobhouse
Penelope Hobhouse, původním jménem Penelope Chichesterová-Clarková (* 20. listopadu 1929 Castledawson) je britská spisovatelka popularizující zahrady, zahradnice, projektantka, lektorka a televizní moderátorka.

## Mládí
Narodila se v anglo-irské rodině v sídle Moyola Park ve vesnici Castledawsonu v Irsku. Jejím otcem byl James Lenox-Conyngham Chichester-Clark a byla sestrou lorda Moyoly a sira Robina Chichester-Clarka. Studovala v North Foreland Lodge a Girton College, v Cambridge, absolvovala s BA v oboru ekonomie v 1951.

## Kariéra
Hobhouse se naučila zahradnictví na příkladu zahrady u toskánské vily, kterou viděla. Pokračovala v kariéře jako spisovatelka v oboru zahradnictví a výtvarnice, publikovala mnoho knih na toto téma. Do roku 1993 byla správcem zahrady v Tintinhull House v Somersetu.
V roce 1996 byla hostem v televizním seriálu (téma dům a zahrada) ve Spojených státech. Její publikace zahrnují
- Colour in Your Garden
- Plants in Garden History
- Penelope Hobhouse on Gardening
- Penelope Hobhouse’s Garden Designs
- Penelope Hobhouse’s Natural Planting

Hobhouse považovala za základ tvorby zahrad „pokoje“ a „kosti“. Tak nazývala cesty a stěny (vytvářející pokoje) a vertikály tvořící kostru zahrady. Upravovala zahrady v Anglii, Skotsku, Francii, Itálii, Španělsku, Německu a Spojených státech amerických. Mezi ně patří zahrada královny, Walmer Castle v Kentu, „Country Garden“ pro královskou zahradnickou společnosti ve Wisley, renesanční zahrady v Itálii a zahrada pro módního návrháře Jila Sandera v Německu. V roce 1996 navrhla anglickou zahradu pro dům Steva Jobse Woodsida, jenž byl postaven v tudorovském stylu.

## Ocenění
- Award of Excellence za její knihu, Gardening Through the Ages získala od Garden Writers Association of America v roce 1993
- zahradnická společnost Royal Horticultural Society jí udělila medaili Victoria Medal of Honour, nejvyšší ocenění této společnosti udělované britským zahradníkům v prosinci 1996
- Lifetime Achievement Award od Writers Guild of Garden v listopadu 1999
- Čestný titul univerzity v Birminghamu
- Řád britského impéria (MBE) v roce 2014 za zásluhy o britské zahradnictví